# Riekoperla zwicki
Riekoperla zwicki är en bäcksländeart som beskrevs av Günther Theischinger 1985. Riekoperla zwicki ingår i släktet Riekoperla och familjen Gripopterygidae. Inga underarter finns listade i Catalogue of Life.